# Борошняні немовлята
«Борошняні немовлята» (англ. Flour Babies) — одна з найвідоміших повістей британської дитячої письменниці Енн Файн, вийшла вперше у видавництві Hamilton 1992 року. За цю книжку письменниця здобула Вайтбредську премію та медаль Карнеґі.

## Сюжет
У пана Картрайта (або старий Бецман, як його прозвали учні) непростий клас. У 4-В навчаються хлопці з найбільш неблагонадійних родин. Випадково до класу пана Картрайта потрапляє новачок Мартін Саймон, що проявляє неабиякі знання. Трапилася дивна помилка — у 4-В якраз вчиться Саймон Мартін — повна протилежність начитаному та ерудованому Мартіну, який не тільки склав іспити з природничих наук, а ще й читає Бодлера французькою та «Пошуки святого Грааля». Коли все вирішилося і Мартін пішов у клас доктора Фелтома, а Саймон зайняв своє місце, пан Картрайт зачитав учням теми проєктів для щорічного шкільного конкурсу наукових робіт, серед яких були «текстиль», «харчування», «домашнє господарство», «розвиток дитини», «дослідження споживацького попиту». Хлопці б воліли робити кремові вибухівки, мильну фабрику чи личинкову ферму. Оскільки ніхто не погоджується обрати одну із запропонованих тем, вчитель пропонує учням витягнути тему проєкту. На папірчику, який дістає Саймон Мартін, написано «Борошняні немовлята». Тепер кожен з хлопців 4-В мусить взяти під свою опіку на три тижні борошняне немовля — шестифунтовий мішечок з борошном. Саймону дісталася борошняна малючка «у рожевому чепчику з шлярочками та рожевій нейлоновій сукенці». Хлопці погоджуються на цю затію лише тому, що Саймон обіцяє їм справжній вибух. Про це він підслухав під вчительською.
Які наслідки матиме для розбишак такий проєкт? Чи вистачить у них терпіння довести справу до кінця? Бо все не так просто і догляд за борошняними мішечками передбачає дотримання певних правил: не заплямувати їх, утримувати в чистоті та сухості, не розсипати борошна, не залишити «малюка» без нагляду.
Все обертається досить неочікувано. Із Саймона Мартіна вже глузує ледь не вся школа: хлопець, який завдавав учителям чималих прикрощів, раптово починає панькатися зі своєю борошняною малючкою. Як виявляється, не такий вже й дурник Саймон, та й життя у хлопця не з легких: його виховувала мама, тато ж пішов, коли Саймону було лише шість тижнів. Як можна покинути дитину, коли вона настільки мала й беззахисна? Сам же Саймон лише за тиждень прикипів до свого мішечка, як до справжньої малючки. І дійсно, все закінчується справжнім вибухом!

## Український переклад
Файн, Е. Борошняні немовлята [Текст] / Енн Файн ; пер. з англ. Тетяни Савчинської ; худ. оформлення Анастасії Стефурак. — Львів : Видавництво Старого Лева, 2016. — 176 с. — (Серія «Класні історії»). — ISBN 978-617-679-271-0.